# تمنوییه
تمنوییه، روستایی از توابع روستای جشار و دهستان سقدر بخش جبالبارز شهرستان جیرفت در استان کرمان ایران است.
این روستا داری دو رزمنده فدایی راه وطن، هدایت احمدیوسفی فرزند خوبیار و مرید احمدی فرزند حسین است.
براساس اسناد مرتبط با مرحله سوم اصلاحات ارضی در سال ۱۳۴۲، این ده به مالکیت زارعین طایفه احمدیوسفی درآمد. زارع بزرگ ده که بخش اعظم ده بنام آنها سند خورده است شامل مرحومین خدامراد احمدیوسفی، خوبیار احمدیوسفی و موسی احمدیوسفی هستند.
در چند سال اخیر با رونق ییلاق نشینی همچون گذشته، در ماه‌های تابستانی شاهد مهاجرت بخش عظیمی از ورثه زارع اصلی ده به این روستا هستیم.

## جمعیت
این روستا در دهستان رضوان قرار دارد و براساس سرشماری مرکز آمار ایران در سال ۱۳۸۵، جمعیت آن زیر سه خانوار بوده است.